# Pobles indígenes de Sud-amèrica

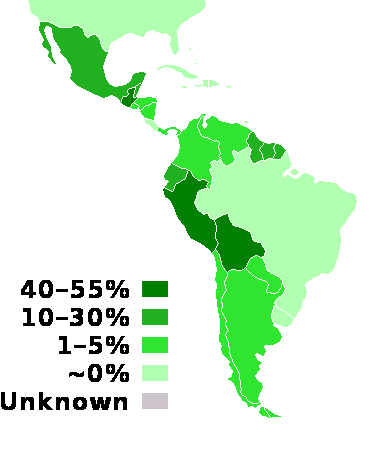
Percentatge actual de població ameríndia als països d'Amèrica Llatina

Amerindi sud-americà és un individu de raça ameríndia i que encara parla llengües ameríndies, i que viu als estats d'Amèrica Central i Amèrica del Sud. Es diferencien dels amerindis nord-americans per l'alt grau de mestissatge cultural i racial que ha configurat els estats on hi viuen, de manera que molts han adoptat l'espanyol o el portuguès com a idioma, i han fet simbiosi de les religions catòlica i protestant amb les diferents creences animistes. A diferència d'Amèrica del Nord, a Amèrica del Sud, algunes de les llengües ameríndies (quítxua, aimara, nàhuatl, guaraní) encara són llengües vehiculars i d'intercomunicació ètnica entre membres d'ètnies diferents.
El percentatge de població indígena arreu d'Amèrica es pot veure en aquest quadre:
| País | Indígenes | Mestissos | Combinats |
| --- | --------- | --------- | --------- |
| Argentina3 | [?]       | [?]       | [?]       |
| Bolívia | 55%       | 30%       | 85%       |
| Brasil4 | 0,4%      | [?]       | [?]       |
| Canadà⁵ | 1.9%⁶     | 2,7%      | 4,6%      |
| Xile | 3%        | [?]       | [?]       |
| Cuba² | 0%        | NA        | NA        |
| Costa Rica3 | [?]       | [?]       | [?]       |
| Colòmbia | [?]       | 58%       | [?]       |
| República Dominicana | 0%        | 0%        | 0%.       |
| Guatemala | 44%       | 52%       | 96%       |
| Equador | 25%       | 55%       | 80%       |
| El Salvador | 5%        | 94%       | 99%       |
| Guaiana Francesa, Guyana i Surinam | 5 – 20%   | [?]       | [?]       |
| Hondures | 7%        | 90%       | 97%       |
| Mèxic | 10-30%    | 60-80%    | 90%       |
| Nicaragua | 5%        | 69%       | 74%       |
| Panamà | 6%        | 70%       | 76%       |
| Paraguai | 5%        | 93,3%     | 98,3%     |
| Perú | 45%       | 37%       | 82%       |
| Veneçuela | 2%        | 69%       | 71%       |
| Estats Units⁶ | [?]       | [?]       | 1,5%      |
| Uruguai | 0%        | 8%        | 8%        |
| ¹ Font : The World Factbook 1999, Central Intelligence Agency. ² 85% 4 2000 Cens del Brasil ⁵ Cens del Canadà 2001 ⁶ Cens dels EUA 2000 7 1,9% únicament per origen, per identitat aborigen son el 3.3% |           |           |           |

Es diferencien dels amerindis nord-americans per l'existència de grans centres culturals (asteca, maia, inca) i pel diferent tipus de colonització al que el van sotmetre els conqueridors:
- Per una banda, hi ha l'Amèrica Central, seu de les civilitzacions asteca i maia, que es van estendre no sols a Mèxic, sinó també a Guatemala, Belize i part d'Hondures i El Salvador.
- Alguns pobles aïllats amb forta influència als estats de l'istme de Panamà, com els miskito de Nicaragua i els kuna de Panamà, així com els garífuna, mestissos de negre i amerindi.
- Les cultures de la zona de l'Orinoco, zona cultural de parla xibxa i arauac que inclou la major part dels Amerindis de Colòmbia i dels Amerindis de Veneçuela.
- Els pobles de l'Amazònia i del Paraguai. Molts són extints darrerament. La llengua guaraní encara és vehicular, i és cooficial al Paraguai.
- Els pobles de l'Altiplà Andí (Equador, Perú i Bolívia), centre de la cultura inca i dominat per les ètnies de parla quítxua i aimara
- Els pobles de la Pampa argentina i els maputxe de Xile.
- Els pobles de la Terra de Foc, gairebé extints.